# 道の駅みき
道の駅みき（みちのえき みき）は、兵庫県三木市福井三木山にある国道175号および国道427号の道の駅である。

## 施設
三木市と日本中央競馬会 (JRA) が整備した三木ホースランドパークの最東端の一部であり、同敷地内には、実際に馬と触れ合える厩舎や屋内・屋外馬術競技場、キャンプ場、研修施設等が揃った総合公園施設となっている。なお、道の駅の管理運営はみきやま株式会社が行っている。
- 駐車場
  - 普通車：179台
  - 大型車：18台
  - 身障者用：3台
- トイレ - （）内は、24時間利用可能
  - 男：大 9器（6器）、小 17器（15器）
  - 女：24器（20器）
  - 身障者用：2器（2器）
- 和風レストラン「麺坊はりまや」（11：00 - 20：30 （オーダーストップ 20：00）
- セルフ式軽食コーナー「みき家」 ※2013年11月4日（月・祝）に閉店し、観光センターみきがリニューアル。ご当地グルメ「鍛冶屋カレー」などは、和風レストラン「麺坊はりまや」にて提供。
- 特産品コーナー
  - 「シェルブール道の駅みき店」9：00 - 19：00
  - 「ヤマヒデ食品道の駅みき店」9：00 - 18：00
  - 「JAみのり道の駅みき直売所」夏季（4 - 9月）9：00 - 19：00・冬季（10 - 3月）9：00 - 18：00
- 物産販売所「観光センターみき」（9：00 - 20：30）
- 金物展示館（9：00 - 17：00）
- 観光情報施設
- 公衆電話（1台）
- 郵便ポスト（三木郵便局）

## 休館日
- 年中無休[1]

## アクセス
- 国道175号
- 国道427号（国道175号に重複）
- 恵比須駅よりみっきぃバス（土曜日、日曜日のみ運行）で道の駅みき下車すぐ。
- 山陽自動車道 三木小野ICより国道175号・国道427号を明石方面へ約3km